# Lapscheure
Lapscheure is een dorpje in de Belgische provincie West-Vlaanderen en een deelgemeente van Damme, het was een zelfstandige gemeente tot aan de gemeentelijke herindeling van 1971. Het dorp ligt in het noordoosten van de provincie, tegen de grens met Nederland. Het is een plattelandsgemeente in De Polders, met in het landschap verschillende dijken, kreken en grachten.

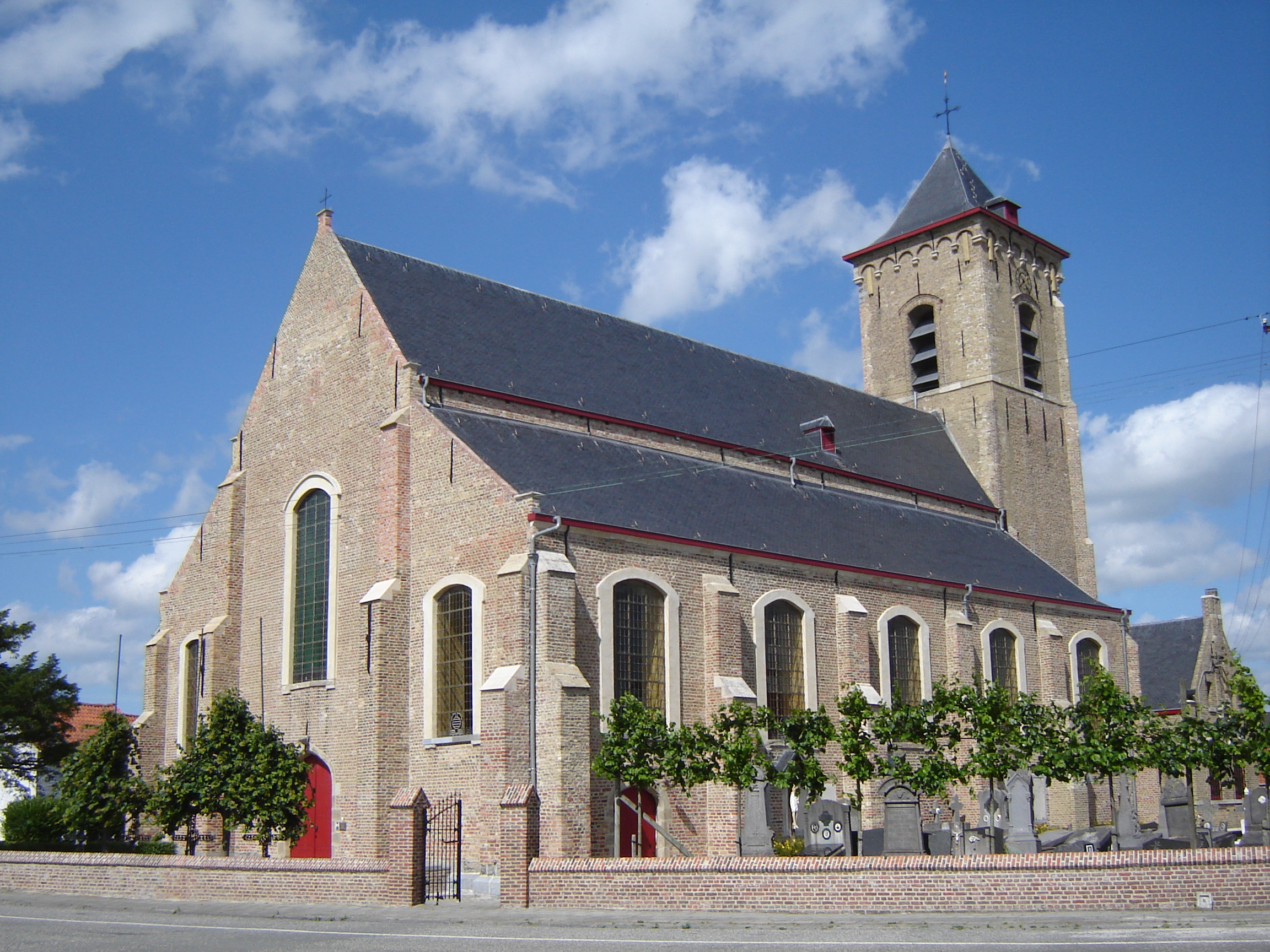
Heilige Drievuldigheid en Sint-Christianuskerk

## Geschiedenis
Over de oudste vermeldingen van de naam is onduidelijkheid. Reeds in documenten uit 938 duiken de namen "Conbescura" en "Betscura" op, die waarvan sommigen vermoeden dat het Latijnse benamingen voor de plaats zijn. De vermelding "Lappesscura" dateert uit 1019, wanneer er reeds sprake is van een kapel die afhankelijk was van de kerk van Oostkerke. In 1200 wordt Lapscheure een zelfstandige parochie. Een eerste gebedshuis van Lapscheure lag noordelijker dan de latere dorpskern.
Bij een transgressie van de zee halverwege de 12de eeuw lag Lapscheure voor een groot deel in overstromingsgebied. De daaropvolgende eeuw wordt door middel van dijken een groot stuk van Lapscheure weer droog gelegd.
Lapscheure zou echter veelvuldig te maken krijgen met zowel oorlogen als overstromingen tot aan de 20ste eeuw. In 1583 worden de dijken nabij Lapscheure om strategische redenen door de geuzen doorstoken, waardoor een groot stuk van het grondgebied weer overspoeld wordt. Er ontstaat in het oosten een kreek, het "Lapscheurse Gat". De kerk komt op een aparte schor te liggen. Sluis wordt door de Spanjaarden met forten verschanst. In het noorden van Lapscheure worden twee forten gebouwd rond 1600, namelijk de forten van Sint-Donaas en Sint-Job.
In het begin van de 17de eeuw worden nieuwe dijken aangelegd. De deken van Aardenburg besliste na een bezoek aan Lapscheure in 1639 dat het geïsoleerde kerkje niet meer voldoet, en een nieuwe kerk moet worden opgericht. Een eerste houten kerk wordt in 1640 gebouwd, ten zuiden van de oude kerk, in de Sint-Jobpolder. In 1650-1652 wordt uiteindelijk een stenen kerk opgetrokken, met materiaal van de oude kerk.
De forten Sint-Donaas en Sint-Job werden in 1783 onder keizer Jozef II ontmanteld. Bij de Belgische onafhankelijkheidsoorlog (1830) werden nog eens de dijken doorgestoken en werd de grens met Nederland bewaakt, maar daarna bleef het dorp gespaard van grote overstromingen en oorlogen, en kon het zich snel ontwikkelen. Halverwege de 19de eeuw was de bevolking toegenomen tot 700 inwoners. In de 20ste eeuw verdwijnen echter geleidelijk lokale winkeltjes, werden er geen nieuwe verkavelingen aangelegd, en nam de bevolking weer af.
Lapscheure bleef een zelfstandige gemeente tot 1971, toen het samen met Hoeke bij de gemeente Moerkerke gevoegd werd. In 1977 werden deze deelgemeenten van de gemeente Damme.

## Demografische ontwikkeling
- Bronnen:NIS, Opm:1831 tot en met 1970=volkstellingen

## Bezienswaardigheden
- De Heilige Drievuldigheid en Heilige Christianuskerk is een renaissancistische kerk, met een oosttoren, wat uitzonderlijk is voor de streek. De kerk werd ingewijd in 1652 en is beschermd als monument sinds 1992.
- Het krekengebied is beschermd als landschap.
- De resten van de middeleeuwse kerk in de Spermaliepolder werden opgegraven in 1989.

## Natuur en landschap
Lapscheure ligt in een zeekleipoldergebied. In de omgeving zijn een aantal kreken te vinden, zoals het Lapscheurse Gat, de Rietgeule, het Haringgat en de Platte Kreek. Ten zuiden van Lapscheure loopt de Sint-Pietersdijk, aangelegd in 1611.

## Nabijgelegen kernen
Sint-Rita, Moerkerke, Hoeke, Sluis